# Campionato oceaniano femminile under 16 di calcio
Il Campionato oceaniano femminile under 16 di calcio, in inglese OFC U-16 Women's Championship, precedentemente Campionato oceaniano femminile under 17 di calcio (OFC U-17 Women's Championship o OFC Women's Under 17 Qualifying Tournament), è la più importante competizione internazionale oceaniana di calcio femminile riservata alle atlete di età inferiore a 16 anni (fino al 2016 a 17 anni) ed è disputato tra le Nazionali femminili Under-16 dei Paesi affiliati alla OFC.
Ha cadenza triennale e il primo torneo, nella formula Under-17, è stato disputato nel 2010, mentre dal 2017 la competizione è riservata alle formazioni Under-16. Le prime tre classificate guadagnano la qualificazione al Campionato mondiale femminile under 17 di calcio.
Campione in carica è la Nuova Zelanda, che ha vinto tutte le edizioni fino ad ora disputate.

## Edizioni
| Anno                 | Paese ospitante    |                                                                  | Finale                                                           | Finale                                                           | Finale                                                           |                                                                  | Finale 3º-4º posto                                               | Finale 3º-4º posto                                               | Finale 3º-4º posto |
| Anno                 | Paese ospitante    | Vincitore                                                        | Risultato                                                        | 2º Posto                                                         | 3º Posto                                                         | Risultato                                                        | 4º Posto                                                         |                                                                  |                    |
| -------------------- | ------------------ | ---------------------------------------------------------------- | ---------------------------------------------------------------- | ---------------------------------------------------------------- | ---------------------------------------------------------------- | ---------------------------------------------------------------- | ---------------------------------------------------------------- | ---------------------------------------------------------------- | ------------------ |
| 2010 Dettagli        | Nuova Zelanda      | Nuova Zelanda                                                    | Fase a gironi                                                    | Isole Salomone                                                   | Papua Nuova Guinea                                               | Fase a gironi                                                    | Tonga                                                            |                                                                  |                    |
| 2012 Dettagli        | Nuova Zelanda      | Nuova Zelanda                                                    | Fase a gironi                                                    | Papua Nuova Guinea                                               | Isole Cook                                                       | Fase a gironi                                                    | Nuova Caledonia                                                  |                                                                  |                    |
| 2016 Dettagli        | Isole Cook         | Nuova Zelanda                                                    | 8 – 0                                                            | Papua Nuova Guinea                                               | Figi                                                             | 3 – 0                                                            | Nuova Caledonia                                                  |                                                                  |                    |
| 2017 Dettagli        | Samoa              | Nuova Zelanda                                                    | 6 – 0                                                            | Nuova Caledonia                                                  | Isole Cook                                                       | Semifinali                                                       | Figi                                                             |                                                                  |                    |
| 2020 - 2022 Dettagli | Polinesia francese | Annullato causa restrizioni a seguito della pandemia di COVID-19 | Annullato causa restrizioni a seguito della pandemia di COVID-19 | Annullato causa restrizioni a seguito della pandemia di COVID-19 | Annullato causa restrizioni a seguito della pandemia di COVID-19 | Annullato causa restrizioni a seguito della pandemia di COVID-19 | Annullato causa restrizioni a seguito della pandemia di COVID-19 | Annullato causa restrizioni a seguito della pandemia di COVID-19 |                    |
| 2023 Dettagli        | Polinesia francese | Nuova Zelanda                                                    | 1 – 0                                                            | Figi                                                             | Tahiti                                                           | 5 – 3                                                            | Tonga                                                            |                                                                  |                    |
| 2024 Dettagli        | Figi               | Nuova Zelanda                                                    | 4 – 0                                                            | Samoa                                                            | Tonga                                                            | 1 – 0                                                            | Nuova Caledonia                                                  |                                                                  |                    |

## Medagliere
| Pos. | Paese              | Oro | Argento | Bronzo | Totale |
| ---- | ------------------ | --- | ------- | ------ | ------ |
| 1    | Nuova Zelanda      | 6   | 0       | 0      | 6      |
| 2    | Papua Nuova Guinea | 0   | 2       | 1      | 3      |
| 3    | Isole Salomone     | 0   | 1       | 0      | 1      |
| 4    | Nuova Caledonia    | 0   | 1       | 0      | 1      |
| 5    | Samoa              | 0   | 1       | 0      | 1      |
| 6    | Figi               | 0   | 1       | 1      | 2      |
| 7    | Isole Cook         | 0   | 0       | 2      | 2      |
| 8    | Tahiti             | 0   | 0       | 1      | 1      |
| 9    | Tonga              | 0   | 0       | 1      | 1      |

## Partecipazioni e prestazioni nelle fasi finali
Legenda
- – Paese organizzatore

| Nazionale          | 2010 | 2012 | 2016 | 2017 | 2020 | 2023 | 2024 | Totale |
| ------------------ | ---- | ---- | ---- | ---- | ---- | ---- | ---- | ------ |
| Figi               | -    | -    | 3ª   | SF   | ×    | 2ª   | -    | 3      |
| Isole Salomone     | 2ª   | -    | -    | -    | ×    | -    | -    | 1      |
| Isole Cook         | -    | 3ª   | -    | SF   | ×    | -    | -    | 2      |
| Nuova Caledonia    | -    | 4ª   | -    | 2ª   | ×    | -    | 4ª   | 3      |
| Nuova Zelanda      | 1ª   | 1ª   | 1ª   | 1ª   | ×    | 1ª   | 1ª   | 6      |
| Papua Nuova Guinea | 3ª   | 2ª   | 2ª   | -    | ×    | -    | -    | 3      |
| Tahiti             | -    | -    | -    | -    | ×    | 3ª   | -    | 1      |
| Tonga              | 4ª   | -    | -    | -    | ×    | -    | 3ª   | 2      |
| Samoa              | -    | -    | -    | -    | ×    | -    | 2ª   | 1      |
| Nazionale          | 2010 | 2012 | 2016 | 2017 | 2020 | 2023 | 2024 | Totale |